# Renauldia peruviana
Renauldia peruviana är en bladmossart som beskrevs av Brotherus 1925. Renauldia peruviana ingår i släktet Renauldia och familjen Pterobryaceae. Inga underarter finns listade i Catalogue of Life.